# Мармурове море

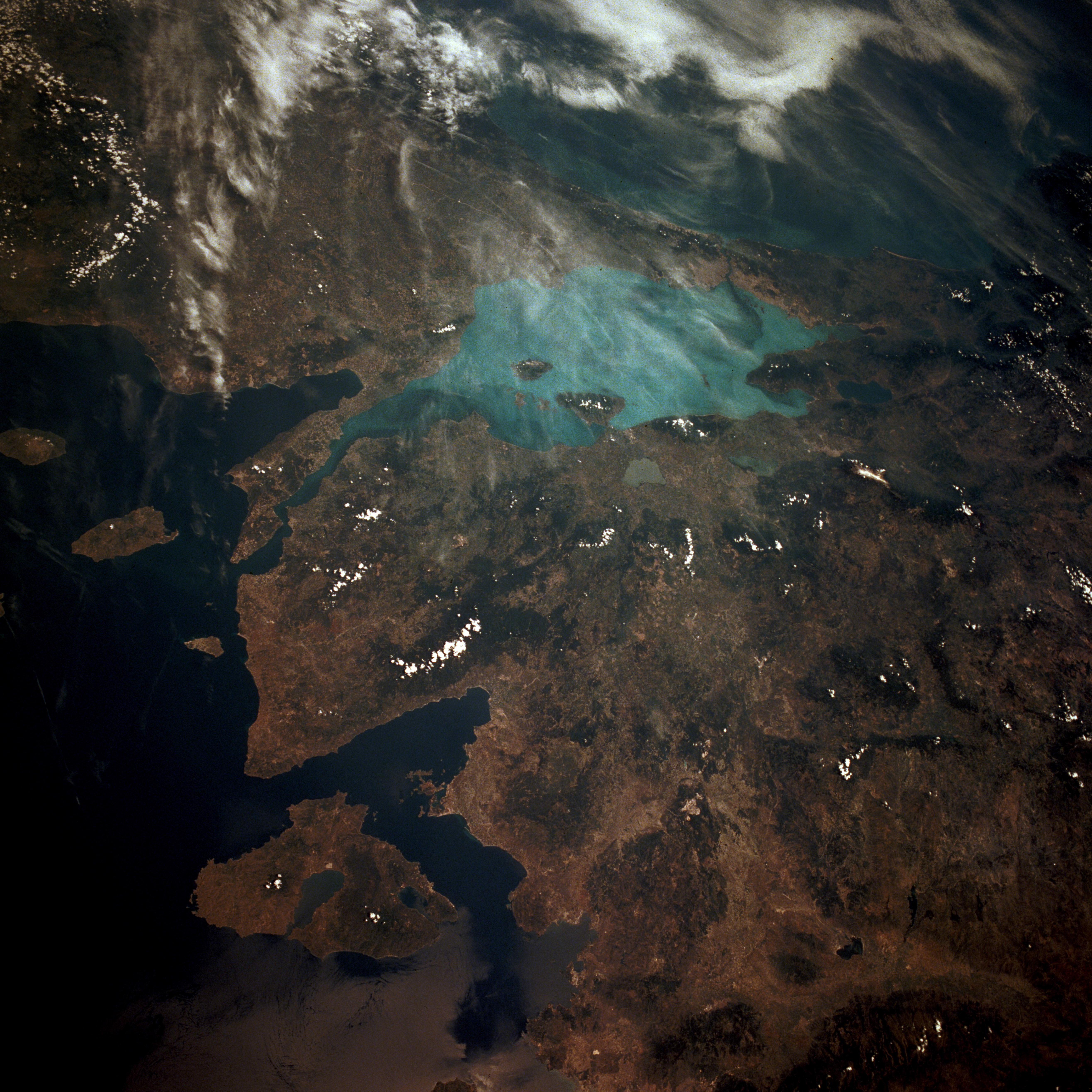
Знімок Мармурового моря з космосу (STS-40, 1991), море виглядає як світле водоймище

Мармурове море (грец. Θάλασσα του Μαρμαρά, англ. Sea of Marmara, тур. Marmara Denizi, болг. Мраморно море), також відоме з античних часів як Пропонтида (грец. Προποντίς) — внутрішнє море, що сполучає Чорне море з Егейським, відділяючи таким чином азійську частину Туреччини від європейської. Протока Босфор сполучає його з Чорним морем, а протока Дарданелли з Егейським. Босфор також поділяє Стамбул на його азійську та європейську сторони. Море має площу 11.350 км² і глибину до 1355 м.
Солоність моря у середньому становить близько 22 ‰, що трохи більше ніж у Чорного моря, але становить лише дві третини від солоності океанів. Проте придонні води набагато солоніші з середньою солоністю близько 38 ‰ — як у Середземного моря. Ця високощільна солона вода, як і в Чорному морі, не просувається до поверхні. Води з річок Гранік, Сусурлук і Гьонен також знижують солоність моря, хоча й меншою мірою ніж річки Чорного моря. Майже всі ці річки витікають з Анатолії.
Є дві головні острівні групи відомі як Принцеві острови та острів Мармара. Остання група багата на джерела мармуру і дала морю його назву (від грец. Μάρμαρο — мармур). Відомий острів розташований у цьому морі — це Імралі, де ув'язнений Абдулла Оджалан.
Під час буревію 29 грудня 1999 року російський нафтовий танкер «Волгонефть» розвалився надвоє у Мармуровому морі, і понад 1500 тонн нафти пролилося у воду.
Північно-Анатолійський розлом, який спричинив багато великих землетрусів в останні роки, таких як Ізмітський землетрус у 1999 році, проходить дном моря.
Стародавнє ім'я Пропонтида походить від про (до) і понт (море): греки перепливали Пропонтиду і досягали Чорного моря. У грецькій міфології буревій у Пропонтиді відкинув аргонавтів до тільки залишеного ними півострова, де під час битви Ясон вбив царя Кізіка.

## Межі
Міжнародна гідрографічна організація встановила межі Мармурового моря:
- На заході: по Дарданеллам обмежено Егейським морем [Лінія з'єднує Кум Кале (26°11'E) та мис Геллес].
- На північному сході: Лінія, що з'єднує миси Румелі та Анатолі (41°13'N).

## Клімат
Акваторія моря лежить у середземноморській області північного субтропічного кліматичного поясу. Влітку переважають тропічні повітряні маси, взимку — помірні. Значні сезонні амплітуди температури повітря і розподілу атмосферних опадів. Влітку жарко, ясна і тиха погода; взимку відносно тепло, похмура вітряна погода і дощить.

## Біологія
Акваторія моря належить до морського екорегіону Егейське море бореальної північноатлантичної зоогеографічної провінції. У зоогеографічному відношенні донна фауна належить до середземноморської провінції, перехідної зони між бореальною та субтропічною зонами.

## Екологія
Турецький гідробіолог Мехмет Левент Артузов повідомив, що зростання температури все сильніше нагріває верхні шари Мармурового моря, що вже дуже скоро може обернутися екологічною катастрофою. За словами турецького вченого, рівень забруднення та підвищення температури води в Мармуровому морі вдвічі перевищує всі інші показники глобального потепління.